# Tisinec
Tisinec és un poble i municipi d'Eslovàquia. Es troba a la regió de Prešov, al nord del país.

## Història
La primera referència escrita de la vila data del 1379.

## Demografia
| Godina             | 1994 | 2004    | 2014    | 2024    |
| ------------------ | ---- | ------- | ------- | ------- |
| Nombre de persones | 338  | 428     | 382     | 484     |
| Diferència         |      | +26,62% | −10,74% | +26,70% |

| Godina             | 2023 | 2024   |
| ------------------ | ---- | ------ |
| Nombre de persones | 481  | 484    |
| Diferència         |      | +0,62% |

## Geografia
El municipi es troba a una altitud de 195 metres i té una superfície de 3,758 km². Té una població d'unes 428 persones.